# Zmarzły Potok (dopływ Popradzkiego Stawu)
Zmarzły Potok (słow. Ľadový potok, niem. Eisbach, węg. Jeges-patak) – główny ciek wodny Doliny Złomisk (boczna odnoga Doliny Mięguszowieckiej) w Tatrach Wysokich. Potok ten wypływa ze Zmarzłego Stawu Mięguszowieckiego. Ma on dwa większe dopływy, są to Smoczy Potok i Rumanowy Potok. Spływa dosyć wysokim progiem Doliny Złomisk w kierunku Popradzkiego Stawu, wpada do niego deltą na wysokości ok. 1495 m n.p.m. Czerwony szlak turystyczny prowadzący na Przełęcz pod Osterwą przekracza ten potok mostkiem.
Na Zmarzłym Potoku znajduje się jedno z dwóch najwyższych w Tatrach miejsc naturalnego występowania pstrągów (drugim jest Mięguszowiecki Potok). Na Zmarzłym Potoku docierają one aż do wysokości 1525 m n.p.m.